# Куранов, Леонид Алексеевич
Леонид Алексеевич Куранов — советский хозяйственный и политический деятель.

## Биография
Родился в 1919 году в деревне Куриловка. Член КПСС.
Окончил Горьковский радиотехникум, Горьковский политехнический институт им. А. А. Жданова.
В 1939—1954 гг. — лаборант, регулировщик, бригадир, старший мастер, старший инженер, начальник цеха Горьковского радиотелефонного завода им. В. И. Ленина.
В 1954—1986 гг. — начальник ОТК, главный инженер, директор Горьковского завода радиодеталей, генеральный директор производственного объединения «Орбита» Министерства радиопромышленности СССР.
Умер в 2010 году в Нижнем Новгороде.

## Награды
- Орден Ленина (дважды)
- Орден Октябрьской Революции
- Орден Трудового Красного Знамени
- Орден Дружбы народов